# Comuna Hotunîci, Snovsk
Hotunîci (în ucraineană Хотуничі) este o comună în raionul Snovsk, regiunea Cernihiv, Ucraina, formată din satele Hotunîci (reședința), Kamka și Krestopivșciîna.

## Demografie
Componența lingvistică a comunei Hotunîci
     Ucraineană (95,76%)
     Rusă (2,55%)
     Alte limbi (0,85%)
Conform recensământului din 2001, majoritatea populației comunei Hotunîci era vorbitoare de ucraineană (95,76%), existând în minoritate și vorbitori de rusă (2,55%).